# Tephrosia phaeosperma
Tephrosia phaeosperma är en ärtväxtart som beskrevs av George Bentham. Tephrosia phaeosperma ingår i släktet Tephrosia och familjen ärtväxter. Inga underarter finns listade i Catalogue of Life.